# Peddersen og Findus: Findus flytter hjemmefra
Peddersen og Findus: Findus flytter hjemmefra er en tysk computeranimeret film fra 2018 baseret på Sven Nordqvist børnebogsserie Peddersen og Findus. Filmen Instrueret af Ali Samadi Ahadi.

## Medvirkende
- Stefan Kurt som Peddersen
- Per Pallesen som Peddersen (stemme)
- Vitus Magnussen som Findus (stemme)
- Max Herbrecher som Gustavsen
- Lars Knutzon som Gustavsen (stemme)
- Marianne Sägebrecht som Beda
- Judith Rothenborg som Beda (stemme)
- Bente Eskesen som Høne (stemme)
- Pauline Rehne som Høne (stemme)
- Carsten Svendsen som Bukler (stemme)
- Chresten Speggers som Bukler (stemme)